# Tente

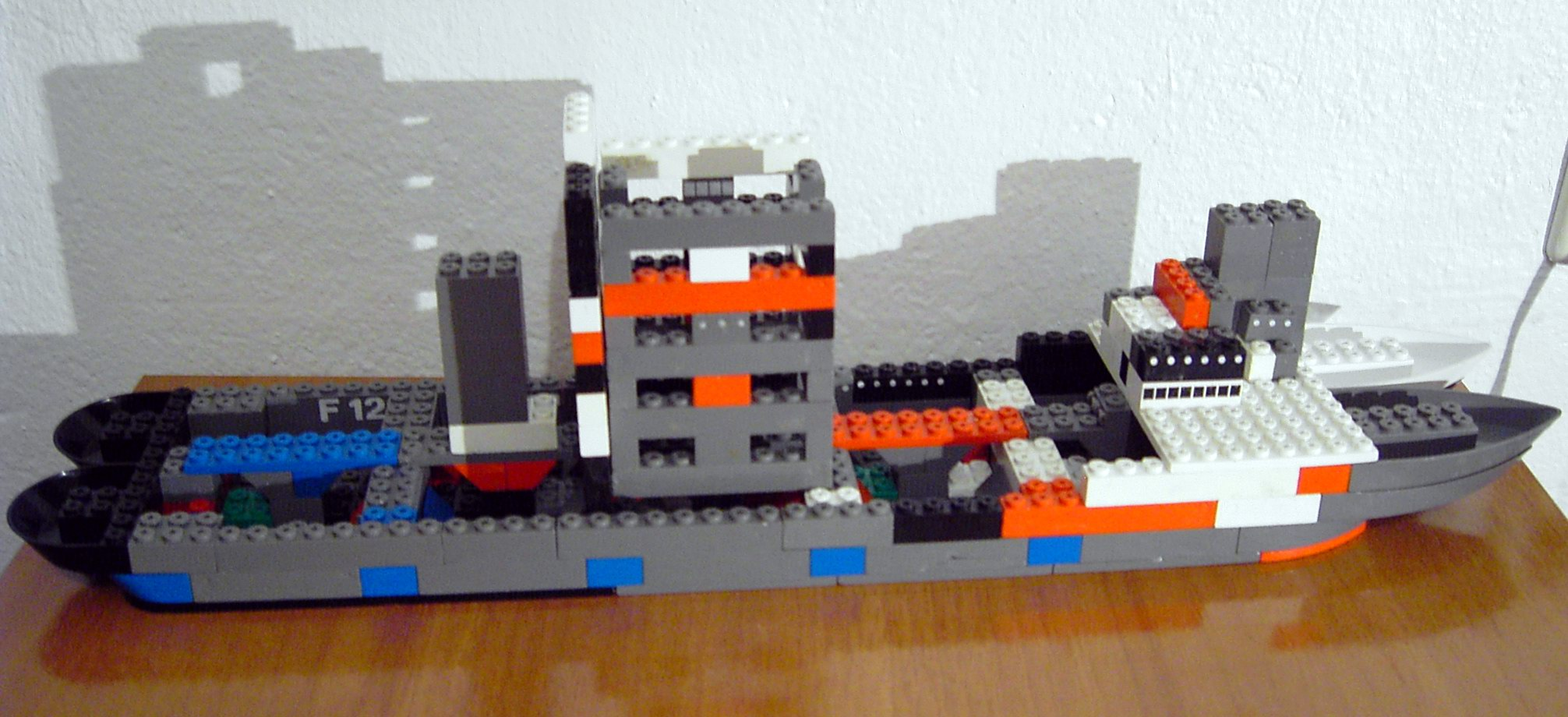
Imbarcazione realizzata con varie parti del marchio Tente.

Tente è stata una linea di costruzioni giocattolo lanciata nel 1972 da Exin-Lines Bros S.A., una società che produceva plastica e giocattoli con sede in Barcellona, (Spagna) che ha cessato l'attività nel 1993. Dopodiché il marchio e i diritti sono stati acquisiti da Educa Borras che utilizzò il marchio fino al 2007. Come per altri marchi più celebri (ad esempio LEGO) le costruzioni giocattolo consistevano in piccoli blocchi di plastica incastrabili, con l'aggiunta di ruote, piccoli personaggi e vari altri accessori.
Tente era per lo più specializzata in giocattoli militari come elicotteri, carrarmati, navi da guerra e missili e di conseguenza i personaggi erano per lo più soldatini, pur sempre a incastro.